# 김현기 (1924년)
김현기(金顯基, 1924년 3월 25일~1979년 8월 16일)은 대한민국 정치인이다. 제7·8·9·10대 국회의원을 역임하였다. 전북 이리시 출신이다.

## 학력
- 함라공립보통학교
- 서울 중앙고등보통학교
- 1947년: 서울대학교 상과대학 학사

## 약력
- 이리농고교사
- 식산은행 근무
- 월간지 《인물계》사장
- 1952년: 민주당 창당 발기인
- 1966년: 신민당감찰위원ㆍ중앙상임위원
- 1973년: 정무위원ㆍ전북도당위원장
- 1976년: 중앙당당기위원장
- 민정당 대통령 및 국회의원선거회계책임자
- 신민당 전북제2,3지구당위원장

## 역대 선거 결과
|  | 32.7% |

|  | 59.36% |

|  | 29.19% |

|  | 27.50% |